# Eumanningia
Eumanningia is een geslacht van kreeftachtigen uit de klasse van de Malacostraca (hogere kreeftachtigen).

## Soort
- Eumanningia pliarthron Crosnier, 2000